# 조선민주주의인민공화국의 국장

조선민주주의인민공화국의 국장

조선민주주의인민공화국의 국장은 1948년에 제정되었다. 평양미술전문학교 교장을 역임한 화가인 김주경이 디자인했다. 1993년에 국장의 일부를 수정하여 오늘날에 이르고 있다. 《조선민주주의인민공화국 사회주의헌법》 제169조는 조선민주주의인민공화국의 국장에 대해 다음과 같이 설명하고 있다.
조선민주주의인민공화국의 국장은 《조선민주주의인민공화국》이라고 쓴 붉은 띠로 땋아올려 감은 벼 이삭의 타원형 테두리 안에 웅장한 수력 발전소가 있고 그 우에 혁명의 성산 백두산과 찬연히 빛나는 붉은 오각별이 있다.

국장 가운데에는 백두산이 그려져 있으며 백두산 아래에는 댐과 수력 발전소(수풍댐), 철탑이 그려져 있다. 백두산 위에는 빛줄기에 둘러싸인 빨간색 별이 그려져 있으며 국장 양쪽을 벼 이삭이 감싸고 있다. 국장 아래쪽에는 빨간색 리본이 국장 양쪽의 벼 이삭을 묶고 있으며 리본 가운데에는 "조선민주주의인민공화국"이라는 국명이 조선글로 쓰여져 있다.
빨간색 별은 혁명의 영광을, 벼 이삭은 농업과 인민을, 댐과 수력 발전소, 철탑은 공업과 노동을 의미하며 백두산은 조선민주주의인민공화국에서 혁명의 성지로 신성히 여기는 산이다.

## 이전의 국장

1946년에 사용된 북조선인민위원회의 문장
1948년 7월부터 9월까지 사용했던 조선민주주의인민공화국의 국장
1948년부터 1993년까지 사용된 조선민주주의인민공화국의 국장

## 관련 사진

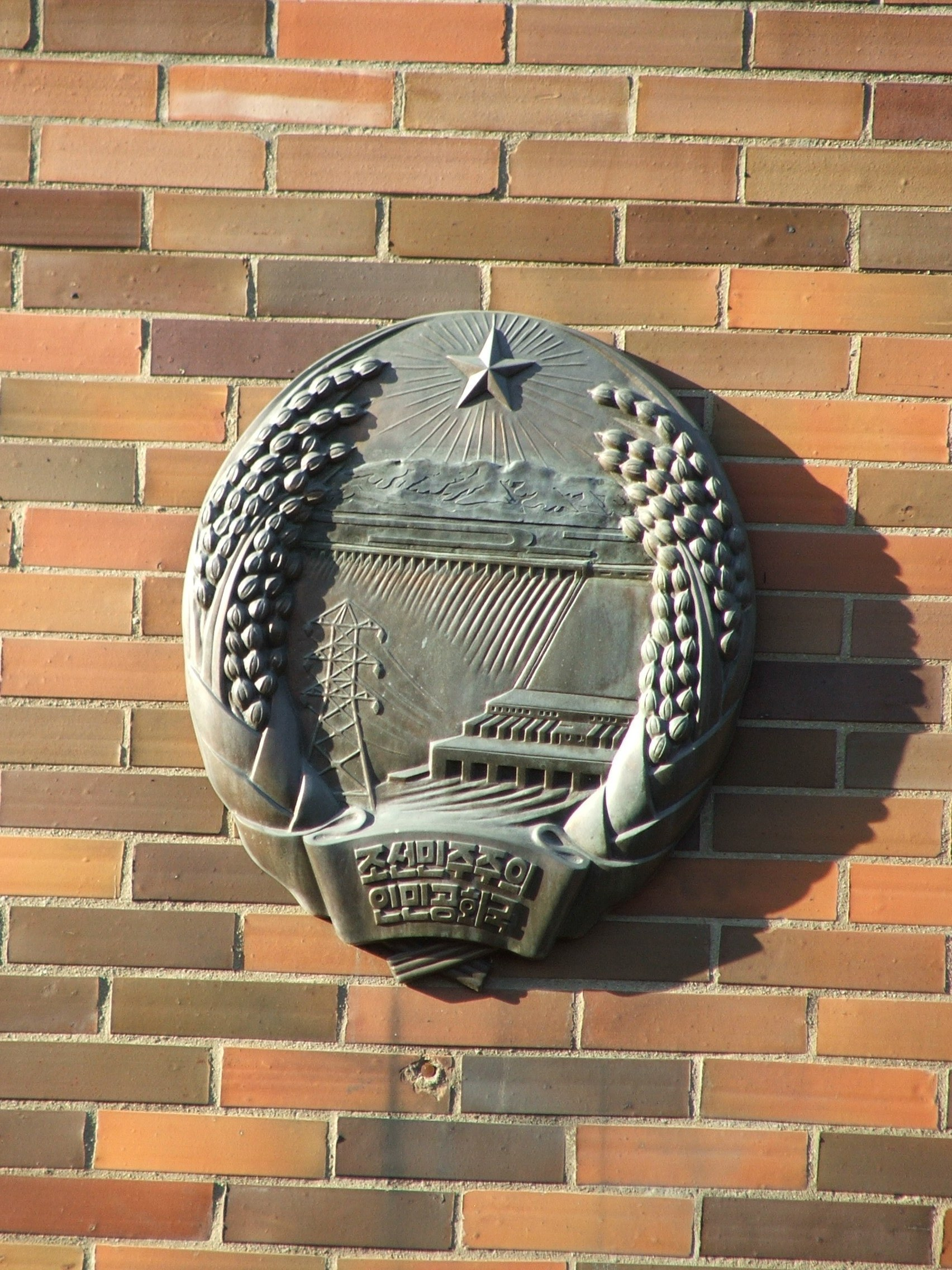
체코 프라하 주재 조선민주주의인민공화국 대사관에 부착된 조선민주주의인민공화국의 국장
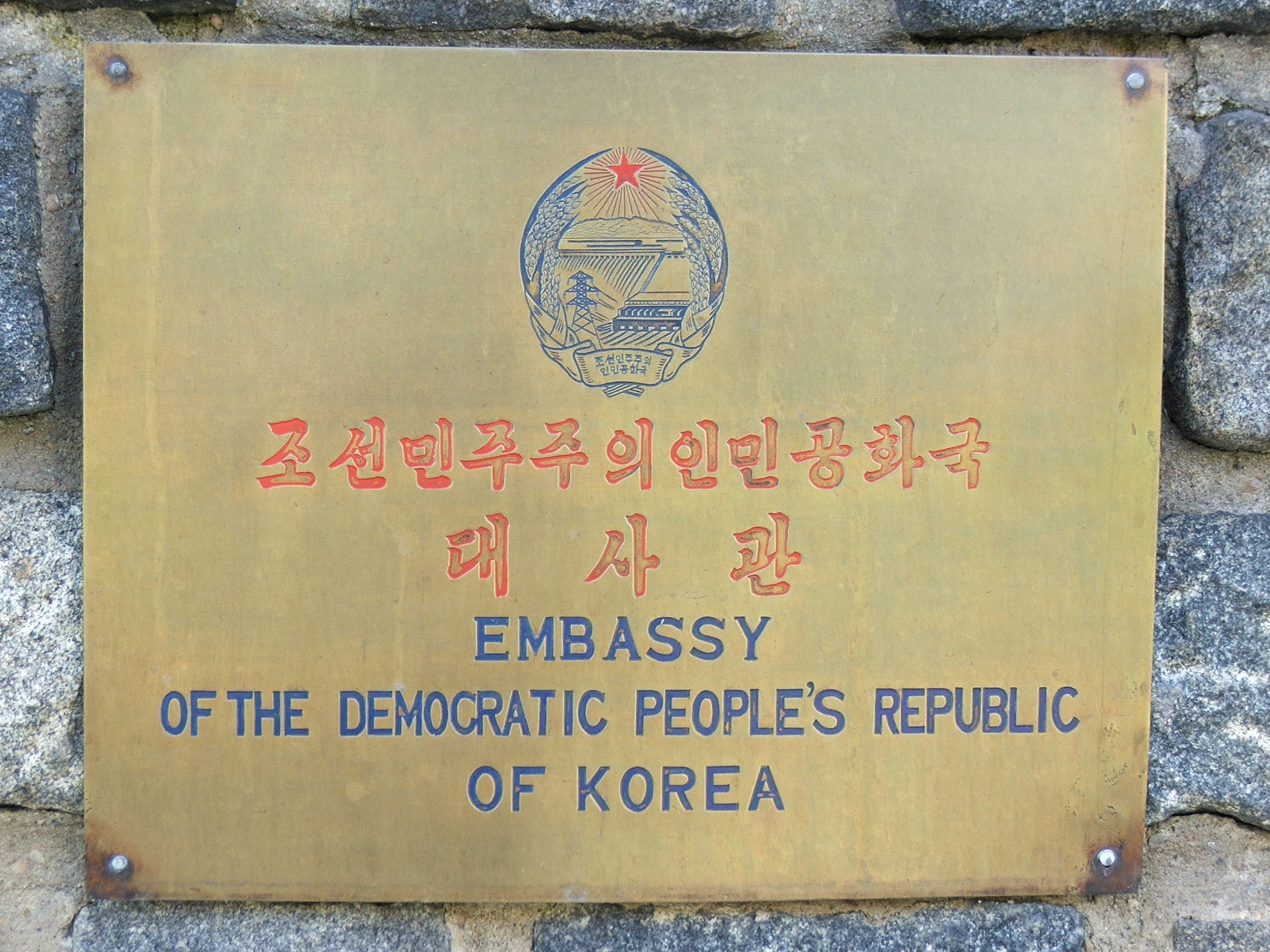
체코 프라하 주재 조선민주주의인민공화국 대사관에 부착된 조선민주주의인민공화국의 국장

## 같이 보기
- 조선민주주의인민공화국의 국기
- 대한민국의 국장